# II Sínodo de Ancud
El II Sínodo Diocesano de Ancud fue una reunión convocada por el obispo de tal diócesis Fray Juan Agustín Lucero, y que presidió él mismo entre el 12 de enero de 1894 y el 18 de enero del mismo año. Tuvo como objetivo —al igual que sus sucesoras— el estudio de la situación religiosa y moral de la diócesis adoptando diversos acuerdos relacionados con ésta, y su texto con 253 constituciones en 80 páginas se promulgó el 15 de julio del mismo año.
Tal reunión se constituye en la segunda en su tipo realizada en Chile luego de su independencia tras el I Sínodo en la misma diócesis celebrada en 1851; además, es hasta la celebración de éste que la vigencia de los textos del V y VI Sínodo de Santiago de Chile se mantuvo en Chile. Por otro lado, es uno de los tres sínodos que se convocaron durante el siglo XIX: lo siguió el VII Sínodo de Santiago un año después.
Dentro del texto sinodal que se promulgó mediante carta pastoral, se encuentra en el apéndice una de las primeras publicaciones doctrinales destinadas a la figura de los Fiscales de Chiloé —institución laical aún vigente en el archipiélago de Chiloé— tras la circular del vicario capitular de la diócesis de Ancud fechada el 2 de agosto de 1883, en las que confirma las reglamentaciones planteadas en la circular del obispo Francisco de Paula Solar fechada el 2 de septiembre de 1862 y que consigna las distintas obligaciones exigibles a los fiscales de Chiloé, sotafiscales y patronos.